# Grammodes clementi
Grammodes clementi là một loài bướm đêm trong họ Erebidae.